# Cultura del Vakhx
La cultura del Vakhx és una cultura de l'edat del bronze que, segons les datacions de radiocarboni, es va desenvolupar aproximadament entre el 2500 i el 1650 aC.
Les investigacions anteriors semblaven indicar que la cultura del Vakhx havia aparegut una mica més tard que la cultura de Bixkent, vora el 1700 aC., amb la qual comparteix moltes similituds.

## Assentaments
S'han trobat restes en jaciments de pedra i maons de fang fets servir per a construir edificis. Les cases del jaciment de Kangurt Tut, a la vall del Vakhx, contenien fosses d'emmagatzematge per a gra i llars de foc. Als magatzems de gra s'hi ha trobat ordi i blat. Les restes faunístiques han revelat la presència de gossos, cérvols, camells, ases, cavalls, ovelles i cabres.

## Rituals funeraris
La cultura del Vakhx és coneguda principalment pels rituals funeraris. Les tombes tenien forma de catacomba i estaven completament cobertes per un túmul, amb pous d'entrada barrats per terra i pedres. Una quarta part de les tombes es relacionava amb el ritual del foc. Els homes eren enterrats sobre el costat dret, mentre que les dones, generalment, ho eren sobre el costat esquerre. Tant les restes masculines com femenines es col·locaven orientades cap al nord. Algunes tombes servien com a cenotafis, i en ocasions les restes del difunt eren substituïdes per figuretes de fang. Els aixovars funeraris trobats són simples. El 30% dels recipients són fets al torn, tot i que predominava la ceràmica feta a mà, característica d’una societat pastoral. Les restes metàl·liques són escasses, però inclouen ganivets amb forma de navalla i miralls. Les puntes de fletxa eren d'os i de sílex.

## Ceràmica
La ceràmica d'aquesta cultura és una barreja d’estils de les estepes i de la ceràmica atribuïda al Complex Arqueològic de Bactriana-Margiana. Alguns han interpretat això com un indici que la cultura representava una combinació d’agricultors sedentaris i poblacions de les estepes provinents del nord. Alguns estudiosos han identificat la cultura Vakhx com una extensió meridional de la cultura d'Andrónovo, però Mike Teufer considera que ans estaria relacionada amb comunitats de l’àrea de l'Altai i de Xinjiang. Igual que la cultura Bixkent, la cultura de Vakhx s'ha volgut vincular amb la migració cap al sud dels primers indoaris.

## Noves troballes arqueològiques
Mike Teufer, en la seva publicació de 2020, informa que la recerca arqueològica recent al sud-oest del Tadjikistan en tres cementiris a Gelot (districte de Kulob), Darnajchi i Farkhor, presenta característiques que pertanyen a la cultura Vakhx. La tomba 13 de Gelot, a la necròpoli 6, datada entre el 2197-2049 aC (1 sigma) i el 2203-2036 aC (2 sigma), contenia una gerra de fons rodó del tipus IIIB, un bol del tipus IVG i un got carinat del tipus ICa, i tots aquests tipus de recipients són similars a la ceràmica trobada a les kurgans de la "cultura del Vakhx clàssica". A Farkhor, la presència de recipients del tipus IAa també ofereix evidència per a la datació primerenca de la cultura Vakhx, apareixent ja a la meitat del 3r mil·lenni AC, en la transició entre els períodes IV i V de Namazga. La tomba 2 de Darnajchi també va presentar una datació alta, entre el 2456-2140 cal AC (2 sigma).
Teufer també comenta que: "Per tant, és evident que la cultura del Vakhx és més probablement un fenomen del 3r mil·lenni que no pas del 2n mil·lenni aC. No obstant això, a diferència de les 'tombes vakhx clàssiques', les tombes de Gelot i Darnajchi no tenen cap construcció visible a l'aire lliure, semblant a una kurgan, i per tant, cal distingir-les d'aquestes. La part subterrània de la tomba, però, és similar - és a dir, una fossa senzilla (Gelot, necròpoli 6, tomba 13) o una catacomba (Darnajchi, necròpoli 2, tomba 2)."